# Lara Fútbol Club
Maillots
Le Lara Fútbol Club est un club vénézuélien de football basé à Barquisimeto, dans l'État de Lara.

## Histoire
Le club a été fondé en 1965, année où la formation de Barquisimeto intègre directement le championnat de première division. Les débuts sont triomphants puisque le Lara FC remporte la compétition pour sa première participation et atteint la finale de la Copa Venezuela. Ce succès entraîne une qualification pour la Copa Libertadores 1966, où l'aventure tourne court avec une élimination lors de la première phase de poules.
Par la suite, le club va disputer sept saisons du championnat élite avant de disparaître à l'issue de la saison 1971. 
Plus de quarante ans plus tard, le club renaît, grâce à la fusion de trois formations de l'état de Lara : Policía de Lara FC, Unión Lara FC et UCLA FC (qui vient de descendre en Segunda B, la troisième division vénézuélienne) et dispute à présent ses matchs dans l'Estadio Farid Richa.
Le club dispute le championnat de deuxième division pour la saison 2011-2012.

## Palmarès
- Championnat du Venezuela (1) :
  - Vainqueur : 1965

- Coupe du Venezuela :
  - Finaliste : 1965, 1968 et 1979